# 井上香織
井上 香織（いのうえ かおり、1982年10月21日 - ）は、日本の元女子バレーボール選手。マネジメント契約先は株式会社アーキテクト。

## 来歴
兵庫県豊岡市（旧 出石郡出石町）出身。小学校4年生よりバレーボールを始める。兵庫県立氷上高校時代は3年生時に主将を務め、春高バレー・インターハイに出場。全日本高校選抜に選出された。
2001年、Vリーグのデンソーエアリービーズに入部。2005年、第11回Vリーグよりレギュラー獲得。2007年、2006-07プレミアリーグにおいてブロック賞・ベスト6賞を受賞。2008年、2007-08プレミアリーグでチーム初の準優勝に貢献し、ベスト6賞を受賞。同年5月開催の第57回黒鷲旗大会では初優勝に貢献し、黒鷲賞（最高殊勲選手）を受賞した。2009年シーズンよりチーム主将を務める。
2008年9月、デンソー公式HPにおいて、9月13日に挙式したことが発表された。
2009年4月、全日本女子代表メンバーに登録、2009年バレーボール・ワールドグランプリに出場。上記の通り既婚者であることから、フジテレビのバレーボール中継における井上のキャッチコピーは「奥様はミドルブロッカー」。
2010年、世界選手権に出場し、ブロックポイントではトップに輝く(得点率では5位)など、銅メダル獲得に大きく貢献した。同年12月、全日本選手権初優勝に大きく貢献した。
2010-11VプレミアリーグのJT戦で右肩を故障、亜脱臼により手術を行った。2011年9月に再び右肩を脱臼し手術を行い、完全復帰まで5か月かかると公表、11月のワールドカップへの招集は見送られた。
ミズノとアドバイザリースタッフ契約を締結した。
2012年6月、ロンドンオリンピックの代表メンバーに選出された。本大会では全日本女子28年ぶりの銅メダルを獲得。井上自身、怪我からの復帰戦となる本大会、出場頻度は少ないながらも、チームトップのブロック得点を記録するなど、メダル獲得を牽引した。
2014年3月、Vチャレンジリーグでチーム優勝に大きく貢献し、自らもMVPの栄に浴した。
2014年11月15日の対岡山戦に出場し、Vリーグ出場10シーズン及び出場試合数が232試合となり、Vリーグ栄誉賞の表彰資格を得た。
2015年5月の第64回黒鷲旗全日本男女選抜バレーボール大会を最後に現役を引退することを表明、黒鷲旗大会では準決勝のトヨタ車体クインシーズ戦（セットカウント2-3で敗戦）が現役最後の試合出場となった。

## 人物
- 2008年に結婚した当時の夫は元スキー選手[9]であったが、怪我のために断念したという[10]。2010年時点ではスポーツトレーナーを経て、愛知県でボディケアの店を経営していた[11]。
- 上述の夫とはのちに離婚。現在の夫とは2016年8月19日に入籍を発表した[12]。
- 現在の夫との間に3人の娘がいる[13]。

## 球歴
- 全日本代表 - 2009-2012年
- 全日本代表としての主な国際大会出場
  - 世界選手権 - 2010年
  - オリンピック - 2012年

## 所属チーム
- 福住小
- 出石中
- 兵庫県立氷上高等学校
- デンソーエアリービーズ（2001-2015年）

## 受賞歴

### バレーボール
- 2007年 - 2006-07Vプレミアリーグ ブロック賞、ベスト6
- 2008年 - 2007-08Vプレミアリーグ ベスト6
- 2008年 - 第57回黒鷲旗全日本選抜バレーボール大会 黒鷲賞（最高殊勲選手）
- 2010年 - 2009-10Vプレミアリーグ ブロック賞
- 2014年 - 2013-14Vチャレンジリーグ MVP

### その他
- 2012年 - 豊岡市 コウノトリ賞[14][15]